# Helmuth Herold
Helmuth Herold (* 1. August 1928 in Trossingen; † 3. Mai 2001 ebenda) war ein bedeutender Interpret und Lehrmeister der Mundharmonika. Außerdem komponierte und arrangierte er viele Lieder und sonstige Werke für das Instrument bzw. für Mundharmonika-Ensembles und schrieb Anleitungen für das Mundharmonikaspiel. Er entwickelte auch eine spezielle Schüler-Mundharmonika.

## Leben
Er fing früh an das Instrument zu spielen und machte die Verbreitung des Mundharmonikaspiels zu seiner Lebensaufgabe. So gründete er das Trio Herold und leitete das Orchester Hohnerklang.
Der Mundharmonika-Virtuose Ulrich Müller-Froß schrieb über ihn: „Spiegel der Seele war ihm das Mundharmonikaspiel, wegen dessen enger Beziehung zum Atem. Entsprechendes gilt für sein Spiel: Weicher Tonansatz, warmer, zurückhaltender Klang, feines Vibrato mit der linken Hand über allen Noten einer Phrase, maßvolle Modulation, Verzicht auf überflüssige Virtuosität.“